# Polystichum altum
Polystichum altum är en träjonväxtart som beskrevs av Ren-Chang Ching, Li Bing Zhang och H. S. Kung. Polystichum altum ingår i släktet Polystichum och familjen Dryopteridaceae. Inga underarter finns listade.